# Shamrock Rovers
Der Shamrock Rovers Football Club (Irisch: Cumann Peile Ruagairí na Seamróige) ist ein 1899 in der irischen Hauptstadt Dublin gegründeter und seit 2009 in Tallaght im County South Dublin ansässiger Fußballverein. Der Verein ist mit 21 Meisterschaften und 25 Pokalsiegen sowohl Rekordmeister als auch Rekordpokalsieger der Republik Irland. Der Verein trägt seine Heimspiele im Tallaght Stadium aus. Erzrivale ist der Bohemian FC, gegen den das bedeutsamste Dubliner Derby bestritten wird.

## Geschichte

### Frühe Jahre (1899 bis 1922)
Für viele Jahre war das Gründungsdatum des Vereins umstritten, da keine offiziellen Dokumente aus dieser Zeit existieren. Lange Zeit galt das Jahr 1901 als Gründungsjahr, bevor im Archiv des Evening Herald ein Zeitungsbericht aus dem April 1899 über ein Spiel der Shamrock Rovers gegen Rosemount entdeckt wurde. Der Verein hat seine Wurzeln in Ringsend, einen innerstädtischen Viertel auf der Südseite der Stadt. Der Vereinsname ist abgeleitet von der Shamrock Avenue, an der der Verein gegründet wurde. Die Rovers traten der Leinster Football Association bei und spielten in den ersten Jahren lediglich Freundschaftsspiele aus. 1906 schloss sich der Verein der Leinster Senior League an, musste aber die Mannschaft aufgrund eines fehlenden Platzes zurückziehen. In der Saison 1914/15 kehrte der Verein in die Leinster Senior League zurück, jedoch kam es zum erneuten Rückzug aufgrund des fehlenden Stadions. Erst im Jahre 1920 kehrte der Verein in den Ligabetrieb zurück und schloss sich der Leister Junior League an. Ein Jahr später rückten die Rovers in die Leinster Senior League auf, da dort nach der Teilung Irlands einige Plätze frei wurden. In der Saison 1921/22 wurde die Mannschaft Meister der Liga und erreichten das Endspiel des erstmals ausgetragenen FAI Cup, welches sie im Wiederholungsspiel gegen St. James’s Gate verloren.

### Glenmalure Park und Pokalsiege (1922 bis 1953)
Am 17. August 1922 wurden die Rovers in die League of Ireland aufgenommen und konnten sich in der Saison 1922/23 auf Anhieb die Meisterschaft sichern. 1925 folgte die zweite Meisterschaft und nach einem 2:1-Finalsieg über Shelbourne FC auch der erste Pokalsieg. Da ihr bisheriges Stadion an der Milltown Road zu klein wurde, bezog der Verein im September ihr neues Stadion Glenmalure Park mit einem Spiel gegen den FC Dundalk. Die Rovers wurden 1927, 1932, 1938 und 1939 jeweils Meister. Noch erfolgreicher war die Mannschaft im Pokal, der zwischen 1929 und 1933 fünfmal in Folge gewonnen wurde. Weitere Pokalsiege folgten 1936, 1940, 1944, 1945 und 1948. Beim Pokalfinale 1945 gegen die Bohemians wurde mit 41.238 der Allzeitzuschauerrekord im irischen Pokal aufgestellt. Durch die Erfolge zog der Verein große Massen von bis zu 30.000 Zuschauern an. Ende der 1940er Jahre rutschten die Rovers ins Mittelfeld der Tabelle zurück. Nach dem Tod des Trainers Jimmy Dunne übernahm der Torjäger Paddy Coad das Amt des Spielertrainers und verjüngte die Mannschaft.

### Coad’s Colts und sechs Pokalsiege in Folge (1953 bis 1970)
In der Saison 1953/54 führte Coad die „Coad’s Colts“ genannte Mannschaft zur ersten Meisterschaft nach 15 Jahren. Drei Jahre später folgte die nächste Meisterschaft. Als erste irische Mannschaft nahmen die Rovers am Europapokal teil und trafen in der ersten Runde des Europapokals der Landesmeister auf Manchester United. Einem 0:6 im eigenen Stadion folgte eine 2:3-Niederlage in Manchester. In den 1960er Jahren dominierten die Rovers den irischen Pokal und konnten diesen zwischen 1964 und 1969 sechsmal in Folge gewinnen. 1967 spielten die Rovers als Boston Rovers für eine Spielzeit in der United Soccer Association genannten Vorgängerliga der North American Soccer League.

### Niedergang und neue Erfolge (1970 bis 1987)
In den 1970er Jahren konnten die Rovers nicht an vergangene Erfolge anknüpfen und schloss die Saison 1975/76 erstmals als Tabellenletzter ab. Während der Saison besiegte die Mannschaft in einem Freundschaftsspiel vor 60.000 Zuschauern in Tokio die japanische Nationalmannschaft mit 3:2. 1976 übernahm Johnny Giles das Traineramt und führte die Mannschaft im Jahre 1978 zum Pokalsieg gegen die Sligo Rovers. 1983 löset Jim McLaughlin Noel Campbell als Trainer und führte die Rovers zu vier Meisterschaften in Folge sowie drei Pokalsiegen. Zwischen 1983 und 1987 gewann die Mannschaft 74 ihrer 100 Ligaspiele.

### Die heimatlosen Jahre (1987 bis 2005)

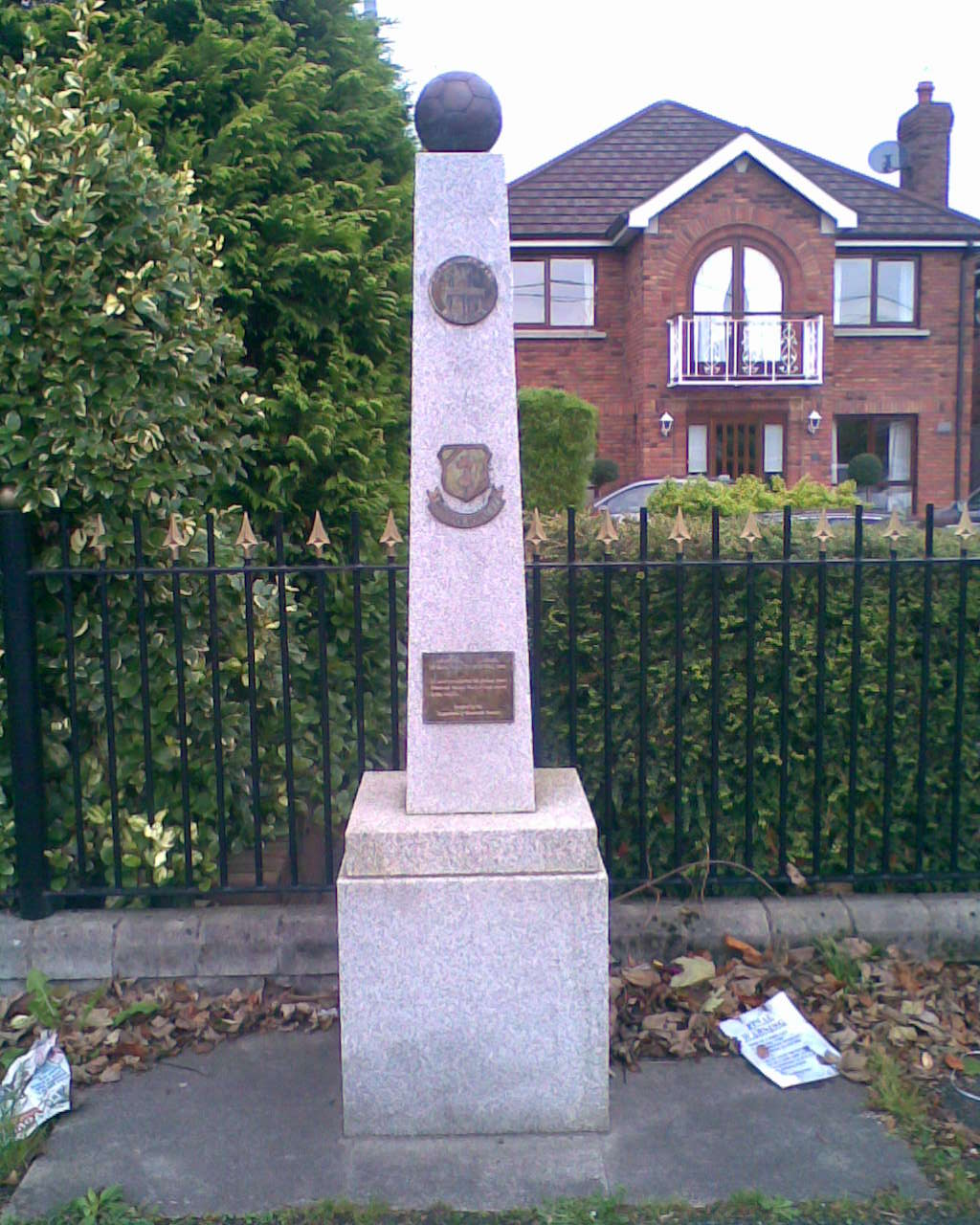
Denkmal an den Glenmalure Park

1987 wurde das Stadion Glenmalure Park von der Familie Kilcoyne, denen die Rovers seit den 1970er Jahren gehört hatten, als Bauland verkauft. Die Mannschaft spielte in den folgenden Jahren in verschiedenen Stadien wie dem Tolka Park vom Shelbourne FC, dem Dalymount Park des Erzrivalen Bohemians oder im Richmond Park der St Patrick’s Athletic. Gerade die Spiele im Tolka Park wurde von der Fanszene boykottiert. Nachdem in der Saison 1992/93 der Klassenerhalt nur knapp gesichert wurde, errangen die Rovers ein Jahr später die Meisterschaft. Doch die erfolgreiche Mannschaft konnte aus finanziellen Gründen nicht gehalten werden.
Im Dezember 1996 wurden Pläne für ein neues Stadion im Vorort Tallaght vorgestellt. Allerdings kam es durch Anwohnerproteste und Querelen mit dem Bauherrn immer wieder zu Verzögerungen. Die finanzielle Situation der Rovers verschlechterten sich zunehmend. Im April 2005 wurde der mit zwei Millionen Euro verschuldete Club unter Zwangsverwaltung gestellt. Nur die Finanzhilfe einer 400 Club genannten Faninitiative konnte den Verein vor der Auflösung retten. Durch den Abzug von acht Punkten wurden die Rovers Vorletzter und mussten nach verlorener Relegation gegen Dublin City erstmals in die First Division absteigen.

### Umzug nach Tallaght (2005 bis 2016)
Die Verwaltung des County South Dublin übernahm schließlich den Weiterbau des Stadions. In der Saison 2006 schafften die Rovers als Meister der First Division den direkten Wiederaufstieg in die Premier Division. Am 13. März 2009 wurde schließlich das Tallaght Stadium im Spiel gegen die Sligo Rovers eröffnet und die Mannschaft sicherte sich 2010 die erste Meisterschaft seit 16 Jahren. In der Saison 2011/12 erreichte Shamrock Rovers als erste irische Mannschaft überhaupt die Gruppenphase der UEFA Europa League und ist damit auch die erste irische Mannschaft überhaupt, die die Gruppenphase eines Europapokalwettbewerbs erreicht hat. In den Play-offs wurde der serbische Vertreter FK Partizan Belgrad besiegt. Nach einem 1:1 im Hinspiel in Dublin sorgte ein 2:1-Sieg nach Verlängerung im Rückspiel für die Überraschung. In der Gruppenphase verlor man allerdings alle sechs Spiele.

### Gegenwart (seit 2016)
Im Jahre 2016 übernahm Stephen Bradley das Traineramt und führte die Rovers 2020 zur Meisterschaft. Es war der erste von drei Titeln in Folge. In der Saison 2024/25 überstand die Mannschaft als erste irische überhaupt die Gruppenphase der UEFA Conference League, scheiterte aber in der ersten K.o.-Runde an Molde FK.

## Stadion

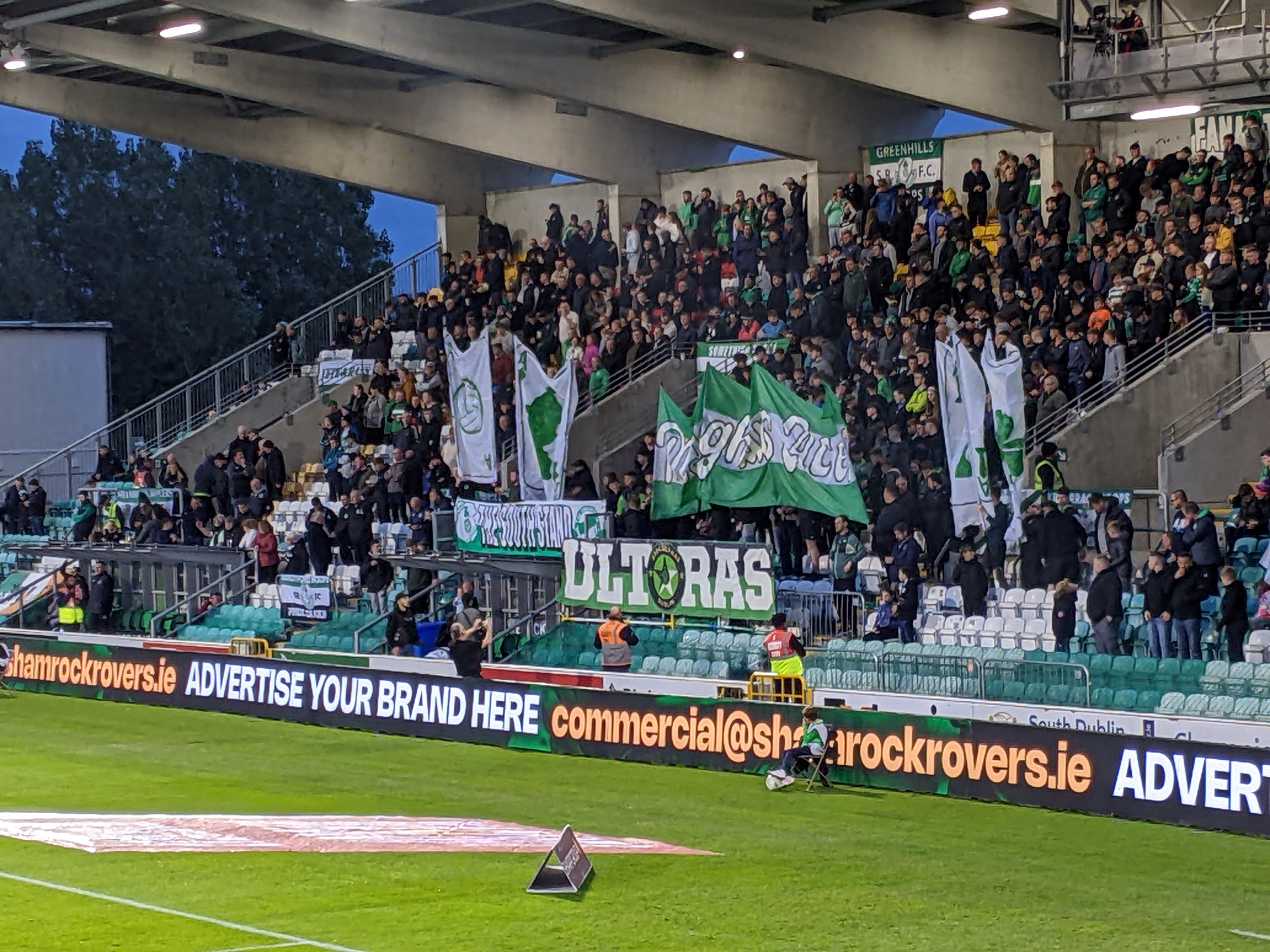
Fankurve der Shamrock Rovers, 2024

### Tallaght Stadium
Die Rovers tragen seit 2009 ihre Heimspiele im Tallaght Stadium (irisch: Staid Thamhlachta) aus, welches Platz für 10.716 Zuschauer bietet. Alle Plätze im Stadion sind überdacht. Anfangs hatte das Stadion eine Kapazität von 3500 Zuschauern. In einer zweiten Bauphase wurde die Gegentribüne errichtet, die die Kapazität auf 7000 Plätze erhöhte. 2019 kam die Südtribüne und fünf Jahre später die Nordtribüne hinzu, die das Stadion auf den gegenwärtigen Stand brachten. Das Tallaght Stadium war einer der Austragungsorte der U-17-Fußball-Europameisterschaft 2019. Darüber hinaus spielt die irische Frauennationalmannschaft und U-21-Männer-Nationalmannschaft ihre Heimspiele in Tallaght aus.

### Glenmalure Park
In den frühen Jahren der Vereinsgeschichte nutzte der Verein verschiedene Stadien, bevor er am 11. September 1926 sein erstes Spiel im Glenmalure Park im Stadtbezirk Milltown gegen Dundalk austrug. Die Kapazität des Stadions lag zumeist bei rund 20.000 Plätzen. Im Jahre 1987 verkauften die Clubeigner den Glanmalure Park an Grundstücksspekulanten. Das letzte Heimspiel der Rovers dort war ein Pokalhalbfinale gegen die Sligo Rovers am 12. April 1987, der in einen Platzsturm endete. Glanmalure Park wurde im Jahre 1990 abgerissen und durch Wohnhäuser ersetzt.

## Der Verein

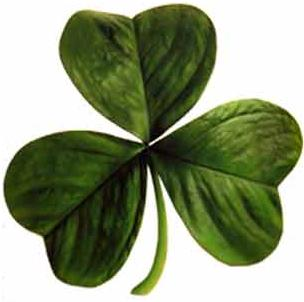
Ein Shamrock

### Wappen und Farben
Das Vereinswappen zeigt einen Fußball und ein Shamrock, ein dreiblättriges Exemplar der Klee-Arten Weißklee (irisch seamair bhán), Rotklee (irisch seamair dhearg) oder Faden-Klee (irisch seamair bhuí). Shamrock bedeutet so viel wie „junger Klee“ und gilt als das inoffizielle Nationalsymbol der Republik Irland. Im Laufe der Jahre kam es nur zur kleinen Veränderungen des Designs. Im Jahre 2005 wurde das Vereinslogo durch einen Meisterstern ergänzt, der für zehn gewonnene nationale Meisterschaften steht. Mit der 20. Meisterschaft im Jahre 2022 kam ein zweiter Stern hinzu.
Bis 1926 spielten die Shamrock Rovers in grün-weiß längsgestreiften Trikots. Auf Vorschlag des Vorstandsmitglieds John Sheridan wurde das Design auf Querstreifen umgestellt, was dem Verein den Spitznamen „Hoops“ einbrachte. Die Rovers unterhielten damals eine enge Beziehung zum nordirischen Club Belfast Celtic, die ebenfalls in grün-weiß quergestreiften Trikots spielten. Die quergestreiften Trikots debütierten am 9. Januar 1927 bei einem Pokalspiel gegen die Bray Unknowns, welches die Rovers mit 0:3 verloren. Über die Zeit haben sich die Farben der Auswärtstrikots ständig verändert. Mal spielte die Mannschaft in gelben Trikots, mal in schwarz und mal in lila Querstreifen.
Seit 2005 gehört schwarz neben grün und weiß zu den Vereinsfarben. Die Farbe soll an den Verlust des alten Stadions Glenmalure Park erinnern. Darüber hinaus wird die Trikotnummer 12 nicht mehr an einen Spieler vergeben. Stattdessen soll die Nummer die Fans des Vereins repräsentieren.

### Eigentümerschaft
Im Jahre 2016 erwarb der Geschäftsmann Ray Wilson 50 Prozent der Anteile am Verein. Drei Jahre später kaufte der Geschäftsmann Dermot Desmond 25 Prozent der Anteile für rund zwei Millionen Euro. Die restlichen 25 Prozent gehören dem Shamrock Rovers Members Club. Dieser entwickelte sich aus dem im November 2002 von Fans gegründeten 400 Club, der Mitte der 2000er Jahre großen Anteil an der Rettung des damals finanziell angeschlagenen Vereins hatte. Der 400 Club wurde im Jahre 2006 in Shamrock Rovers Members Club umbenannt. Schließlich wurden die Rovers im Juni 2007 vom Shamrock Rovers Members Club, der den Verein finanziell sanieren und die Zwangsverwaltung beenden konnte.

### Fans und Rivalitäten
Der Großteil der Rovers-Fans kommt aus der Südseite der Stadt und dem County South Dublin, wo auch das Tallaght Stadium steht. Seit seiner Gründung pflegen die Rovers eine stolze irische Identität, was sich an vielen Flaggen und Bannern in den irischen Nationalfarben grün-weiß-orange erkennen lässt. Die Ultras des Vereins unterhalten enge Kontakte mit den Ultras vom AS Rom, Hammarby IF und Panathinaikos Athen. Darüber hinaus pflegen die Rovers-Anhänger eine freundschaftliche Beziehung zu den Anhängern des Vereins Finn Harps. Beide Clubs haben sich in der Vergangenheit gegenseitig finanziell unterstützt. Seit den 2020er Jahren haben die Shamrock Rovers den höchsten Zuschauerschnitt in der League of Ireland Premier Division.
Die Shamrock Rovers unterhalten mehrere Rivalitäten mit den anderen Clubs aus Dublin, die im Laufe der Zeit von unterschiedlicher Bedeutung waren. Seit den 1970er Jahren sind die Bohemians aus dem Norden Dublins der Hauptrivale, mit dem sie das Dubliner Derby austragen. Mit dem Shelbourne FC tragen die Rovers das Ringsend Derby aus, da beide Clubs in jenem Stadtviertel gegründet wurde, aber beide seit Jahren nicht mehr dort beheimatet sind. Seitdem die Rovers in Tallaght spielen, gelten die Spiele gegen St Patrick’s Athletic aufgrund der räumlichen Nähe als Southside Derby. Historisch gelten die Spiele gegen Drumcondra FC als das klassische Dubliner Derby, bis der Verein im Jahre 1972 im Home Farm FC aufging.

## Statistik

### Erfolge
| - Irischer Meister (21) - 1922/23, 1924/25, 1926/27, 1931/32, 1937/38, 1938/39, 1953/54, 1956/57, 1958/59, 1963/64, 1983/84, 1984/85, 1985/86, 1986/87, 1993/94, 2010, 2011, 2020, 2021, 2022, 2023 - Irischer Pokalsieger (25) - 1925, 1929, 1930, 1931, 1932, 1933, 1936, 1940, 1944, 1945, 1948, 1955, 1956, 1962, 1964, 1965, 1966, 1967, 1968, 1969, 1978, 1985, 1986, 1987, 2019 - FAI Super Cup (3) - 1998, 2022, 2024 - Irischer Ligapokalsieger (2) - 1976/77, 2013 - League of Ireland Shield (18) - 1925, 1927, 1932, 1933, 1935, 1938, 1942, 1950, 1952, 1955, 1956, 1957, 1958, 1963, 1964, 1965, 1966, 1968 | - Setanta Sports Cup (2) - 2011, 2013 - Inter-City Cup (4) - 1942/43, 1945/46, 1946/47, 1948/49 - Blaxnit Cup (1) - 1967/68 - Tyler Cup (1) - 1978 |

### Europapokalbilanz
Die Shamrock Rovers nahmen im Jahre 1957 als erste irische Mannschaft überhaupt an einem Europapokalwettbewerb teil. In der Saison 2011/12 erreichten sie als erster irischer die Gruppenphase eines Europapokalwettbewerbes, in diesem Fall der UEFA Europa League. Den größten Erfolg der Vereinsgeschichte auf europäischer Ebene wurde in der UEFA Conference League 2024/25 erreicht. Die Mannschaft überstand die Ligaphase, verpasste aber in den Play-offs die Qualifikation für das Achtelfinale nach Elfmeterschießen gegen den norwegischen Club Molde FK.

## Persönlichkeiten

### Kader der Saison 2025
| 01 | Edward McGinty | Irland      |
| 25 | Lee Steacy     | Irland      |
| 97 | Leon Pöhls     | Deutschland |

| 02 | Josh Honohan    | Irland    |
| 03 | Adam Matthews   | Wales     |
| 04 | Roberto Lopes   | Kap Verde |
| 05 | Lee Grace       | Irland    |
| 06 | Daniel Cleary   | Irland    |
| 11 | Seán Kavanagh   | Irland    |
| 18 | Trevor Clarke   | Irland    |
| 27 | Cory O’Sullivan | Irland    |

| 07 | Dylan Watts       | Irland     |
| 08 | Aaron McEneff     | Nordirland |
| 14 | Danny Mandroui    | Irland     |
| 15 | Darragh Nugent    | Irland     |
| 16 | Gary O’Neill      | Irland     |
| 17 | Matt Healy        | Irland     |
| 19 | Sean Robertson    | England    |
| 21 | Danny Grant       | Irland     |
| 22 | Cian Barrett      | Irland     |
| 26 | John O’Sullivan   | Irland     |
| 29 | Jack Byrne        | Irland     |
| 36 | Victor Ozhianvuna | Irland     |
| 37 | Matthew Britton   | Irland     |

| 09 | Aaron Greene   | Irland     |
| 10 | Graham Burke   | Irland     |
| 20 | Rory Gaffney   | Irland     |
| 31 | Michael Noonan | Irland     |
| 38 | Max Kovaleskis | Irland     |
| 0– | John McGovern  | Nordirland |

### Trainer
| - 1937–1942: Jimmy Dunne - 1942–1945: Bob Fullam - 1947–1949: Jimmy Dunne - 1949–1960: Paddy Coad - 1960–1961: Albie Murphy - 1961–1964: Seán Thomas - 1964–1969: Liam Tuohy - 1969–1969: Arthur Fitzsimons - 1969–1971: Frank O’Neill - 1971–1971: Billy Young - 1971–1972: Paddy Ambrose 1 - 1972–1973: Liam Tuohy | - 1973–1974: Shay Keogh + Dougie Wood 1 - 1974–1976: Mick Meagan - 1976–1977: Seán Thomas - 1977–1983: Johnny Giles - 1983–1983: Noel Campbell - 1983–1986: Jim McLaughlin - 1986–1988: Dermot Keely - 1988–1992: Noel King - 1992–1996: Ray Treacy - 1996–1996: Alan O’Neill + Terry Eviston 1 - 1996–1997: Pat Byrne - 1997–1999: Mick Byrne | - 1999–2002: Damien Richardson - 2002–2004: Liam Buckley - 2004–2004: Noel Synnott 1 - 2004–2005: Roddy Collins - 2005–2005: Alan O’Neill 1 - 2006–2008: Pat Scully - 2009–2011: Michael O’Neill - 201200000: Stephen Kenny - 2012–2014: Trevor Croly - 2014–2016: Pat Fenlon - 2016–0000: Stephen Bradley |

## Weitere Mannschaften

### Frauen
Im Jahre 1996 übernahmen die Shamrock Rovers den Verein Castle Rovers FC, der Anfang der 1990er Jahre von Mitarbeitern des öffentlichen Dienstes gegründet wurde. Die Castle Rovers wurden 1995 und 1996 jeweils irischer Meister und darüber hinaus noch irischer Pokalsieger im Jahre 1996. Als Shamrock Rovers folgten fünf Meisterschaften in Folge zwischen 1998 und 2002. Auch im Pokal gelangen dem Team fünf Siege in Folge zwischen 1997 und 2001. Die Shamrock Rovers Ladies waren 2011 Gründungsmitglieder der Women’s National League, verließen die Liga jedoch nach drei Jahren. Im Jahre 2023 kehrten die Rovers in die nunmehr Women’s Premier Division genannte Liga zurück.

### Futsal
Zwischen 2000 und 2013 stellten die Shamrock Rovers eine Futsal-Mannschaft. Diese gewann im Jahre 2007 den irischen Pokal und in den Jahren 2009 und 2010 die irische Meisterschaft. Die Heimspiele wurden in der National Basketball Arena ausgetragen.

### Basketball
Im Jahre 2004 übernahmen die Shamrock Rovers den 1995 gegründeten Basketballverein Notre Dame, der zwischen 1997 und 2000 viermal in Folge irischer Pokalsieger wurde. Die Mannschaft spielte in der Super League, der höchsten irischen Basketballliga, bevor die Hoops im Sommer 2010 aus finanziellen Gründen aufgelöst wurden. Die Heimspiele wurden in der National Basketball Arena ausgetragen.

## Sonstiges
Nach dem Tod von der britischen Königin Elisabeth II. am 8. September 2022 sangen Anhänger des Vereins während des Conference-League-Spiels gegen Djurgårdens IF auf die Melodie des KC-and-the-Sunshine-Band-Songs „Give It Up“ den Text „Lizzie’s in a box“.
Hauptsponsoren (englisch Official Principal Partners) sind Mascot Workwear, Blake Brothers und Umbro.